# Tigrioides luzonensis
Tigrioides luzonensis là một loài bướm đêm thuộc phân họ Arctiinae, họ Erebidae.